# Hemieuxoa finatimis
Hemieuxoa finatimis là một loài bướm đêm trong họ Noctuidae.